# Infernax
Infernax est un jeu vidéo d'action-aventure en 2D développé par Berzerk Studio et édité par The Arcade Crew. Il est sorti le 14 février 2022 sur Microsoft Windows, PlayStation 4, Xbox One, Xbox Series et Nintendo Switch. Infernax a reçu des critiques généralement favorables.

## Système de jeu
Infernax est un jeu d'action-aventure en 2D où le joueur contrôle le chevalier Alcedor, qui retrouve son village envahi par des monstres au retour des croisades. Le joueur brandit un bouclier et une masse, qui peuvent être améliorés au fur et à mesure que le joueur progresse dans le jeu. Le joueur peuvent également obtenir une variété de sortilèges, dont certains peuvent être améliorés,. Alcedor gagne de l'or et des points d'expérience à chaque fois qu'il détruit un ennemi. L'or est utilisé pour acheter des améliorations pour l'équipement, tandis que gagner suffisamment de points d'expérience permet au joueur d'augmenter sa santé, son mana ou sa puissance d'attaque.
Les villages sont des endroits où le joueur peut accepter des quêtes et acheter des objets dans les magasins, ils peuvent être affectés tout comme leurs habitants par les choix que fait le joueur tout au long du jeu. Le but d'Infernax est de vaincre les ennemis dans cinq châteaux différents et de détruire les joyaux qu'ils contiennent. Une fois que le joueur a détruit les cinq gemmes, le dernier château est déverrouillé, contenant le boss final du jeu. Infernax propose plusieurs fins, les actions du joueur la déterminant.

## Développement
Infernax a été développé par le studio de jeux canadien Berzerk Studio. Le jeu a été initialement conçu comme un jeu en ligne sur navigateur. Le jeu a été financé par crowdfunding via Kickstarter en 2015. En janvier 2020, une démo du jeu est sortie à la PAX South 2020, révélant l'intrigue générale du jeu. Infernax a été officiellement annoncé via une bande-annonce le 21 octobre 2021, avec une date de sortie au premier trimestre 2022 sur PC et consoles,. Le 11 janvier 2022, The Arcade Crew a publié une bande-annonce, révélant la date de sortie du jeu pour le 14 février 2022, Infernax est sorti à cette date sur Microsoft Windows, PlayStation 4, Xbox One, Xbox Series X/S et Nintendo Switch. Le jeu a également été ajouté à la bibliothèque Xbox Game Pass le même jour.
Infernax a été principalement influencé par Zelda II: The Adventure of Link et Castlevania II: Simon's Quest, mais s'est également inspiré des récits de chevaliers tels que Jean de Joinville et des récits historiques de la bataille d'Azincourt. L'équipe s'est également inspirée du genre heavy metal, influencé par des groupes tels que Mercyful Fate pour "s'adapter au sentiment que nous voulions pour le jeu".

## Réception
Infernax a reçu des critiques "généralement favorables" selon l'agrégateur de critiques Metacritic sur PC, PS4, Xbox Series X et Nintendo Switch.